# Catedral de la Anunciación (Nancy)
La catedral de la Anunciación o  catedral de Nancy (en francés: Notre-Dame-de-l'Annonciation et Saint-Sigisbert de Nancy) es una catedral católica situada en la plaza Monseñor Ruch de Nancy, en el departamento de Meurthe-et-Moselle, en la región de Lorena, construida en el siglo XVIII y monumento histórico de Francia desde el 9 de agosto de 1906. Es la sede del obispo de Nancy. Muchos autores afirman erróneamente que también tiene el estatuto de basílica menor porque desde 1867, pueden obtenerse las indulgencias asociadas a las basílicas mayores romanas.
En 2024, la catedral de Nancy recibió más de 187.600 visitantes, lo que la convierte en el monumento más visitado de Nancy, después de la plaza Estanislao.
El rey Sigeberto III de Austrasia fue sepultado aquí. Más tarde declarado santo, la catedral se convirtió en un lugar de peregrinación. La catedral está dedicada a la Virgen María y a Sigeberto.
La arquitectura de la catedral data principalmente de los siglos XVII y XVIII.
El gran órgano de la catedral de Nancy fue construido a partir de 1756 por Nicolas Dupont. Un siglo después (1861), Aristide Cavaillé-Coll firmó aquí su mayor obra en Francia fuera de París.

## Véase también

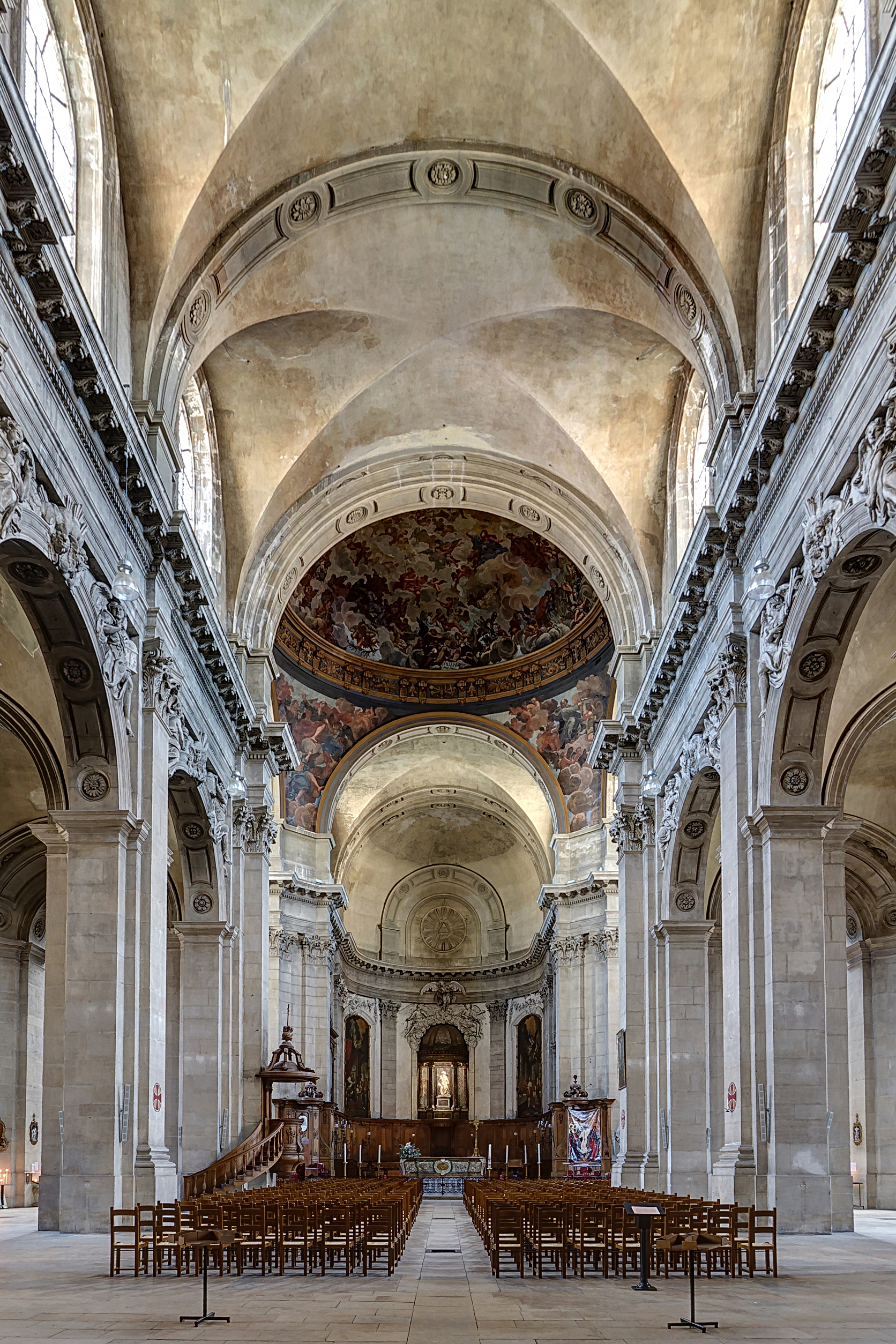
Vista interna